# Goodbye Lady Liberty
Pour plus de détails, voir Fiche technique et Distribution.
Goodbye Lady Liberty (ルパン三世 バイバイ・リバティー・危機一発! - Rupan Sansei : Bai Bai Ribatii - Kiki Ippatsu!) est un téléfilm d'animation japonais réalisé par Osamu Dezaki, diffusé en 1989. C'est le 1er TV spécial de Lupin III.

## Synopsis
Lupin doit s'emparer d'un diamant qui se trouve être caché...dans la statue de la liberté !

## Fiche technique
- Titre : Goodbye Lady Liberty
- Titre original : ルパン三世『バイバイ・リバティー・危機一発! - Rupan Sansei : Bai Bai Ribatii - Kiki Ippatsu!
- Réalisation : Osamu Dezaki
- Scénario : Hiroshi Kashiwabara d'après Monkey Punch
- Direction de l'animation :
- Direction artistique :
- Direction de la photographie :
- Production :
- Production exécutive :
- Société de production : Nippon Television Network Corporation et TMS Entertainment
- Musique : Yuji Ohno
- Format : Couleurs
- Langue : japonais
- Pays d'origine : Japon
- Genre : Policier
- Durée : 90 minutes
- Première date de diffusion :  1er avril 1989

## Distribution
Voix originales
- Yasuo Yamada : Lupin III
- Kiyoshi Kobayashi : Daisuke Jigen
- Makio Inoue : Goémon Ishikawa
- Eiko Masuyama : Fujiko Mine
- Gorō Naya : Inspecteur Zenigata
- Yui Komazuka : Isabella
- Mayumi Tanaka : Michael
- Masane Tsukayama : Jimmy Kunts

Voix françaises
- Tony Joudrier : Wolf, Rooster
- Michel Blin : Jigen
- Patrick Béthune : Goemon, chef de l'organisation, chauffeur de taxi
- Hélène Bizot : Fujiko, Michael, Judy
- Jacques Albaret : Zenigata

Dans ce doublage français, Lupin a été renommé Wolf et est appelé Cliff sur quelques scènes. Plusieurs cris ont été gardés en japonais.
Source : Planète jeunesse

## Autour du film
- Dans la version française, Lupin se nomme Wolf, comme dans le second doublage du film Le Château de Cagliostro.
- C'est le tout 1er téléfilm annuel de la série. Un téléfilm sort tous les ans depuis.